# Santo Antônio da Alegria
Santo Antônio da Alegria – miasto i gmina w Brazylii, w stanie São Paulo. Znajduje się w mezoregionie Ribeirão Preto i mikroregionie Batatais.